# Metaleptina subnigra
Metaleptina subnigra är en fjärilsart som beskrevs av Emilio Berio 1964. Metaleptina subnigra ingår i släktet Metaleptina och familjen trågspinnare. Inga underarter finns listade i Catalogue of Life.